# St-Cucufat (Saint-Couat-du-Razès)

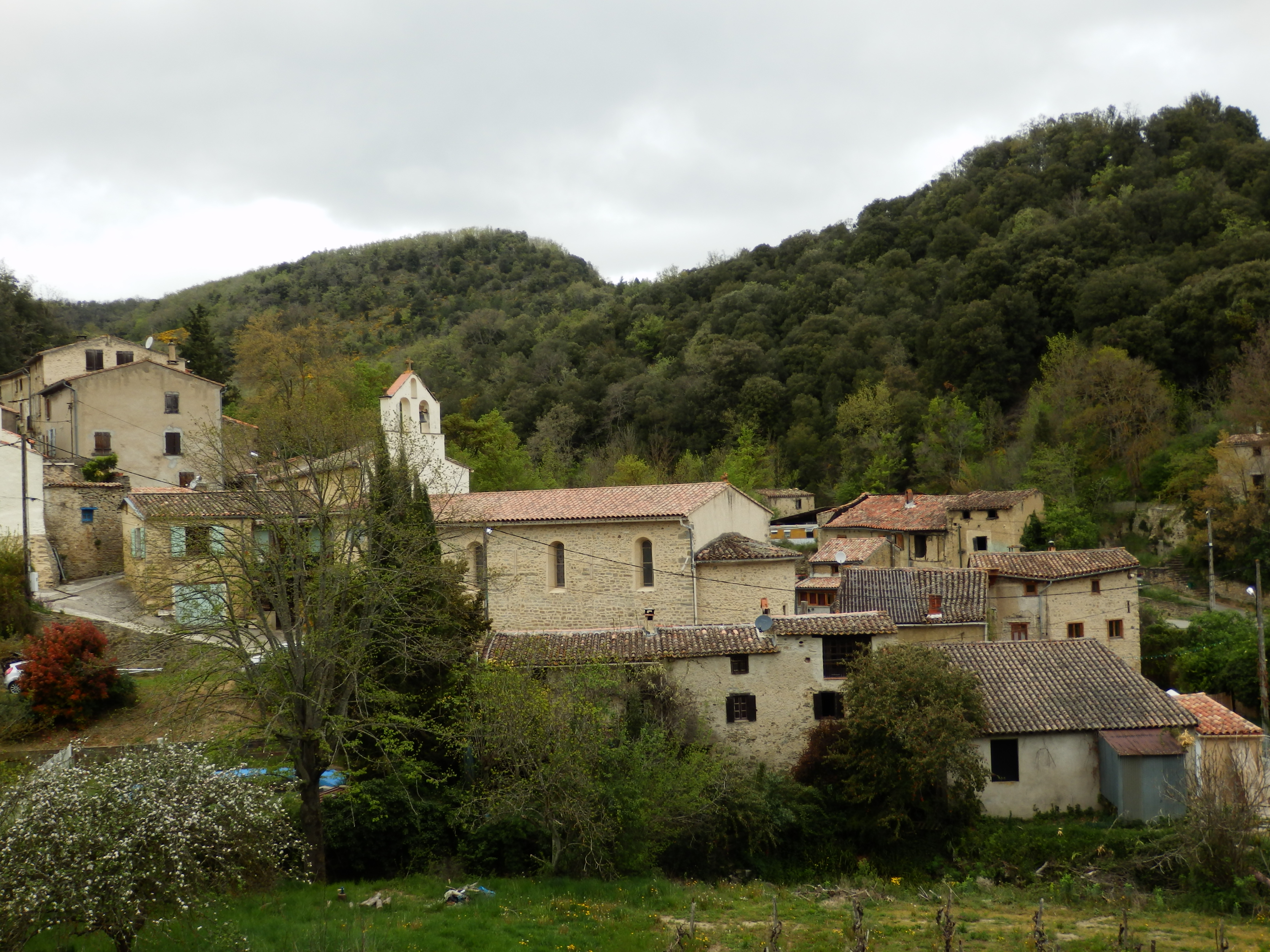
Kirche St-Cucufat in Saint-Couat-du-Razès

St-Cucufat ist eine römisch-katholische Kirche in Saint-Couat-du-Razès im Département Aude in Frankreich. Der Taufstein in der Kirche ist seit 1973 als Monument historique klassifiziert.

## Geschichte
Die unter dem Patrozinium des heiligen Cucuphas stehende Kirche stellt im Kern ein Bauwerk im Stil der Romanik dar. Sie folgt den typischen romanischen Landkirchen der Region mit einschiffigem Langhaus und Halbkreisapsis im Osten. Am Chor hat sich der Rest eines Gesimses erhalten, an dem noch figürliche Darstellungen erkennbar sind. Über der Westwand erhebt sich ein Glockengiebel, der eine 1405 gegossene Glocke trägt. Im 15. Jahrhundert scheint die Kirche wiederhergestellt worden zu sein. Die Entstehung des Taufsteins wird in das Jahr 1657 datiert. 1894 wurde die Sakristei angebaut.